# Austin Automobile Company
Austin Automobile Company war ein US-amerikanischer Hersteller von Automobilen.

## Unternehmensgeschichte
James E. Austin kaufte 1900 die Michigan Iron Works in Grand Rapids in Michigan. Sein Sohn Walter S. Austin 1900 war technisch interessiert und experimentierte mit Fahrzeugen. 1902 wurde die Austin Automobile Company gegründet; möglicherweise war es auch nur eine Umbenennung. Im Dezember 1902 war der erste Prototyp eines Autos fertig. 1903 begann die Serienproduktion. Der Markenname lautete Austin. Im ersten Jahr wurden je nach Quelle 11 oder 13 Fahrzeuge verkauft. Die jährlichen Produktionszahlen beliefen sich 1904 und 1905 auf etwa 25 Fahrzeuge und von 1906 bis 1919 auf etwa 30 Fahrzeuge. Im letzten Produktionsjahr 1920 entstanden nur noch zehn Fahrzeuge. In der Summe sind das etwa 500 Fahrzeuge. Zu den Käufern zählten William Randolph Hearst und Jack Johnson.

## Fahrzeuge
Im Angebot standen hochpreisige Fahrzeuge, die mit Locomobile und Peerless konkurrierten.
Bis 1908 bestanden die Typenbezeichnungen aus Model und der PS-Zahl in römischen Ziffern. Danach wurde die Zahl normal geschrieben, entsprach aber nicht immer der PS-Zahl. Ab 1916 wurden alle Modelle Highway King genannt.
Anfangs gab es ausschließlich Tourenwagen, ab 1906 auch Runabouts und Limousinen sowie ab 1915 Roadster. Ein Brougham ist nur für 1916 überliefert.
Der Prototyp hatte einen Zweizylindermotor mit 16 PS Leistung unter dem Sitz, ein Umlaufrädergetriebe und Kettenantrieb.
Das Model XXV (römisch für 25) hatte einen Zweizylindermotor mit 25 PS Leistung. 1903 hatte das Fahrgestell 229 cm Radstand und 1904 236 cm Radstand. Im Unterschied zum Prototyp wurde die Motorleistung über eine Kardanwelle an die Hinterachse übertragen.
1904 gab es außerdem das Model XVI (römisch für 16). Sein Zweizylindermotor leistete 16 PS. Der Radstand betrug 236 cm. Dies war das letzte Zweizylindermodell.
Das Model XXXV (römisch für 35) war das erste Modell mit einem Vierzylindermotor. Er leistete 35 PS. Der Radstand betrug 1904 254 cm und im Folgejahr 274 cm.
Zur gleichen Zeit und mit den gleichen Radständen gab es auch das Model L (römisch für 50) mit einem 50-PS-Vierzylindermotor.
Das Model LX (römisch für 60) erschien 1906. Sein Vierzylindermotor leistete 60 PS. Der Radstand betrug im ersten Jahr 277 cm, im zweiten Jahr 295 cm und im dritten Jahr 315 cm.
Das Model XC (römisch für 90) ergänzte 1907 und 1908 das Sortiment. Dies war das erste Fahrzeug mit einem Sechszylindermotor. Er kam von Weidely und leistete 90 PS aus annähernd 13.000 cm³ Hubraum. Der Radstand war im ersten Jahr mit 330 cm und im folgenden Jahr mit 340 cm angegeben.
Das Model 45 mit einem Sechszylindermotor gab es von 1909 bis 1912. Die Motorleistung war zunächst mit 45/60 PS und im letzten Jahr mit 45/55 PS angegeben. Der Radstand maß 320 cm.
In den gleichen Jahren gab es das Model 50 mit einem Vierzylindermotor. Er war im ersten Jahr mit 60 PS, danach mit 50/70 PS und im letzten Jahr mit 48/66 PS angegeben. Der Radstand variierte von 315 cm im ersten Jahr, 351 cm im zweiten Jahr und danach 343 cm.
Das Model 60 mit einem Sechszylindermotor stand von 1909 bis 1911 im Sortiment. Die Motorleistung von 60/90 PS und der Radstand von 373 cm blieben während dieser Zeitspanne unverändert.
Für das Model 70 war 1912 das einzige Produktionsjahr. Sein Sechszylindermotor war mit 49 PS angegeben. Der Radstand betrug 358 cm.
Das Model 55 von 1913 gab es ebenfalls nur ein Jahr. Es hatte gleichfalls einen Sechszylindermotor, aber mit 55 PS angegeben, sowie einen Radstand von 358 cm.
Das Model 66 gab es von 1913 bis zur Aufgabe der differenzierten Modellbezeichnungen 1915. Sechszylindermotor, 66 PS und 358 cm Radstand waren seine Daten.
Das Model 77 der Jahre 1913 und 1914 unterschied sich vom vorgenannten Modell nur durch seinen 77-PS-Motor.
1916 erschien der erste Highway King, Auch er hatte einen Sechszylindermotor. Die Angabe von 36,04 PS muss sich auf eine besondere Messmethode beziehen. Der Radstand betrug 361 cm.
Von 1917 bis 1920 stand der zweite Highway King im Sortiment. Er war das erste und einzige Modell mit einem V12-Motor, geliefert von der Weidely Motors Company und angegeben mit 39,68 PS. Der Radstand entsprach dem Vorjahresmodell.

## Modellübersicht
| Jahr      | Modell       | Zylinder | Leistung (PS) | Radstand (cm) | Aufbau |
| --------- | ------------ | -------- | ------------- | ------------- | --- |
| 1903      | Model XXV    | 2        | 25            | 229           | Tourenwagen |
| 1904      | Model XVI    | 2        | 16            | 236           | Tourenwagen |
| 1904      | Model XXV    | 2        | 25            | 236           | Tourenwagen |
| 1904      | Model XXXV   | 4        | 35            | 254           | Tourenwagen |
| 1904      | Model L      | 4        | 50            | 254           | Tourenwagen |
| 1905      | Model XXXV   | 4        | 35            | 274           | Tourenwagen |
| 1905      | Model L      | 4        | 50            | 274           | Tourenwagen |
| 1906      | Model LX     | 4        | 60            | 277           | Tourenwagen 5-sitzig, Runabout 4-sitzig                                                                                            |
| 1906      | Model LX     | 4        | 60            | 290           | Limousine 7-sitzig |
| 1907      | Model LX     | 4        | 60            | 295           | Tourenwagen 8-sitzig, Limousine 8-sitzig                                                                                           |
| 1907      | Model XC     | 6        | 90            | 330           | Tourenwagen 8-sitzig, Limousine 8-sitzig                                                                                           |
| 1908      | Model LX     | 4        | 60            | 315           | Combination Roadster, Tourenwagen, Detachable Top Limousine                                                                        |
| 1908      | Model XC     | 6        | 90            | 340           | Combination Roadster, Tourenwagen, Detachable Top Limousine                                                                        |
| 1909      | Model 45     | 6        | 45/60         | 320           | Tourenwagen, Roadster, Limousine                                                                                                   |
| 1909      | Model 50     | 4        | 60            | 315           | Tourenwagen, Roadster, Limousine                                                                                                   |
| 1909      | Model 60     | 6        | 60/90         | 373           | Tourenwagen, Roadster, Limousine                                                                                                   |
| 1910      | Model 45     | 6        | 45/60         | 320           | Tourenwagen 5-sitzig |
| 1910      | Model 50     | 6        | 50/70         | 351           | Tourenwagen 5- bis 7-sitzig |
| 1910      | Model 60     | 6        | 60/90         | 373           | Tourenwagen 7-sitzig |
| 1911      | Model 45     | 6        | 45/60         | 320           | Tourenwagen 5-sitzig |
| 1911      | Model 50     | 6        | 50/70         | 343           | Tourenwagen 5- und 7-sitzig, Limousine                                                                                             |
| 1911      | Model 60     | 6        | 60/90         | 373           | Tourenwagen 7-sitzig |
| 1912      | Model 45     | 6        | 45/55         | 320           | Tourenwagen 5-sitzig |
| 1912      | Model 50     | 6        | 48/66         | 343           | Tourenwagen 7-sitzig |
| 1912      | Model 70     | 6        | 49            | 361           | Tourenwagen 7-sitzig |
| 1913      | Model 55     | 6        | 55            | 358           | Tourenwagen 4-, 5-, 7- und 9-sitzig, Limousine 5- und 7-sitzig                                                                     |
| 1913      | Model 66     | 6        | 66            | 358           | Tourenwagen 4-, 5-, 7- und 9-sitzig, Limousine 5- und 7-sitzig                                                                     |
| 1913      | Model 77     | 6        | 77            | 358           | Tourenwagen 4-, 5-, 7- und 9-sitzig, Limousine 5- und 7-sitzig                                                                     |
| 1914      | Model 66     | 6        | 66            | 358           | Tourenwagen 5- und 7-sitzig, Runabout 4-sitzig, Limousine                                                                          |
| 1914      | Model 77     | 6        | 77            | 358           | Tourenwagen 7-sitzig |
| 1915      | Model 66     | 6        | 66            | 358           | Tourenwagen 4-, 5- und 6-sitzig, Runabout 3-sitzig, Close Coupled Roadster, Enclosed Limousine 4- und 5-sitzig, Limousine 7-sitzig |
| 1916      | Highway King | 6        | 36,04         | 361           | Tourenwagen 6-sitzig, Roadster 4-sitzig, Sedan, Vestibule Brougham                                                                 |
| 1917      | Highway King | 12       | 39,68         | 361           | Tourenwagen 6- und 7-sitzig, Roadster 2- und 4-sitzig, Coupé, Sedan, Limousine                                                     |
| 1918      | Highway King | 12       | 39,68         | 361           | Tourenwagen 6-sitzig, Roadster 4-sitzig, Sedan 7-sitzig, Limousine 7-sitzig                                                        |
| 1919–1920 | Highway King | 12       | 39,68         | 361           | Tourenwagen 6-sitzig, Roadster 4-sitzig, Sedan 7-sitzig, Limousine 7-sitzig                                                        |

## Produktionszahlen
Nachstehend die ungefähren Produktionszahlen pro Jahr.
| Jahr  | Produktionszahl |
| ----- | --------------- |
| 1902  | 1               |
| 1903  | 13              |
| 1904  | 25              |
| 1905  | 25              |
| 1906  | 30              |
| 1907  | 30              |
| 1908  | 30              |
| 1909  | 30              |
| 1910  | 30              |
| 1911  | 30              |
| 1912  | 30              |
| 1913  | 30              |
| 1914  | 30              |
| 1915  | 30              |
| 1916  | 30              |
| 1917  | 30              |
| 1918  | 30              |
| 1919  | 30              |
| 1920  | 10              |
| Summe | 494             |